# Melanopareia torquata
Melanopareia torquata е вид птица от семейство Melanopareiidae.

## Разпространение
Видът е разпространен в Боливия, Бразилия и Парагвай.